# Hemerobius spinellus
Hemerobius spinellus là một loài côn trùng trong họ Hemerobiidae thuộc bộ Neuroptera. Loài này được Lichtenstein miêu tả năm 1796.